# Microregiunea Hajdúszoboszló
Microregiunea Hajdúszoboszló (în maghiară Hajdúszoboszlói kistérség) a fost o microregiune statistică (kistérség) din județul Hajdú-Bihar, Ungaria.
Cu o populație de 33.487 locuitori și o suprafață de 506,74 km2, aceasta a existat până în 2014, când în Ungaria, microregiunile ”kistérségek” au fost înlocuite de districte (járások).